# 柳原隆光
柳原 隆光（やなぎわら たかみつ、寛政5年4月23日（1793年6月1日） - 嘉永4年7月9日（1851年8月5日））は、江戸時代後期の公卿。柳原家20代当主。大正天皇の曽祖父。昭和天皇の高祖父。

## 経歴
『公卿補任』による。
- 文化元年（1804年）7月28日 - 従五位下
- 文化2年（1805年）12月5日 - 元服し、昇殿を許される
- 文化4年（1807年）9月15日 - 従五位上
- 文化7年（1810年）1月10日 - 正五位下
- 文化8年（1811年）12月21日 - 侍従
- 文化14年（1817年）11月27日 - 右少弁
- 文政2年（1819年）
  - 8月9日 - 蔵人、中宮権大進を兼ねる
  - 9月5日 - 禁色を許される
  - 10月26日 - 正五位上
- 文政3年（1820年）3月14日 - 皇太后宮権大進
- 文政4年（1821年）2月30日 - 左少弁
- 文政7年（1824年）
  - 5月7日 - 権右中弁
  - 6月4日 - 右中弁
- 文政10年（1827年）
  - 6月1日 - 従四位下、蔵人頭
  - 閏6月10日 - 従四位上
  - 閏6月25日 - 正四位下
- 文政11年（1828年）1月5日 - 正四位上
- 天保2年（1831年）12月10日 - 参議、左大弁
- 天保3年（1832年）
  - 1月11日 - 従三位
  - 3月4日 - 権中納言
- 天保5年（1834年）4月16日 - 正三位
- 天保7年（1836年）12月19日 - 従二位
- 天保10年（1839年）11月25日 - 右衛門督を兼ねる
- 天保11年（1840年）1月4日 - 正二位
- 嘉永元年（1848年）2月19日 - 権大納言
- 嘉永4年（1851年）7月9日 - 薨去

## 血縁
- 父：柳原均光
- 母：家女房
- 養母：桂芳院安子(正親町三条実同の娘)
- 妻：則子（正親町三条公則の娘）
  - 男子：柳原光愛
  - 男子：入江為遂